# Dingo fait de la gymnastique
Pour plus de détails, voir Fiche technique et Distribution.
Dingo fait de la gymnastique (titre original : Goofy Gymnastics) est un court métrage d'animation américain de la série de Dingo, réalisé par Jack Kinney et produit par les studios Disney, sorti le 23 septembre 1949 aux États-Unis.

## Synopsis
Dingo après une journée de travail se lance dans une séance de gymnastique.

## Fiche technique
- Titre : Dingo fait de la gymnastique
- Titre original : Goofy Gymnastics
- Série : Dingo
- Réalisation  : Jack Kinney
- Scénario : Dick Kinney
- Producteur : Walt Disney
- Société  de  production : Walt Disney Productions
- Animateur[1],[2] : Ed Aardal, Dan McManus, Wolfgang Reitherman, John Sibley
- Layout: Al Zinnen
- Décors : Merle Cox
- Distributeur : RKO Radio Pictures et Buena Vista Pictures
- Musique: Oliver Wallace
- Pays d'origine :  États-Unis
- Langue : Anglais
- Format : Couleur (Technicolor) - Son : Mono (RCA Sound System)
- Durée : 6 min 30 s[2]
- Dates de sortie : 23 septembre 1949[3]

## Distribution

### Voix originales
- Pinto Colvig : Dingo
- John McLeish : le narrateur

### Voix françaises

#### 1erdoublage (1990)
- Bernard Tixier : le narrateur
- Hervé Jolly : la voix-off du disque

#### 2edoublage (2002)
- Michel Elias : le narrateur / la voix-off du disque / un voisin

## Autres titres
- Suède : Jan Långben gymnastiserar, Långben som gymnast[1]

## Commentaires
- Ce film pourrait être associé à la série des Comment faire..., avec comme titre Comment faire de la gymnastique.
- Un extrait du film a été utilisé dans le film Qui veut la peau de Roger Rabbit. Dans la séquence se déroulant dans un cinéma, Roger Rabbit assiste à une projection du court métrage et qualifie Dingo de Génie. Toutefois, on peut remarquer qu'il y a une erreur chronologique car le court est sorti en 1949 alors que l'action du film avec Roger Rabbit se déroule en 1947.

## Voir  aussi

### Liens  externes
- « Dingo fait de la gymnastique » (présentation de l'œuvre), sur l'Internet Movie Database